# Villa Badessa
Villa Badessa (Badhesa in albanese) è una frazione di 395 abitanti del comune di Rosciano in provincia di Pescara, Abruzzo ed è situata a 161 m s.l.m..
Unico insediamento storico albanese in Abruzzo, è il più settentrionale ed è tra quelli di più recente fondazione, risalendo al 1743; nel centro si mantengono il rito liturgico bizantino e tutte le tradizioni religiose a esso collegate, col patrimonio artistico relativo alla tradizione religiosa orientale rappresentato da alcune vestigia architettoniche e urbanistiche.

## Geografia fisica
Il centro abitato, che si sviluppa lungo una bassa cresta a metà strada tra il litorale adriatico e i due massicci della Maiella e del Gran Sasso, si trova nelle adiacenze della valle del fiume Nora.

## Storia

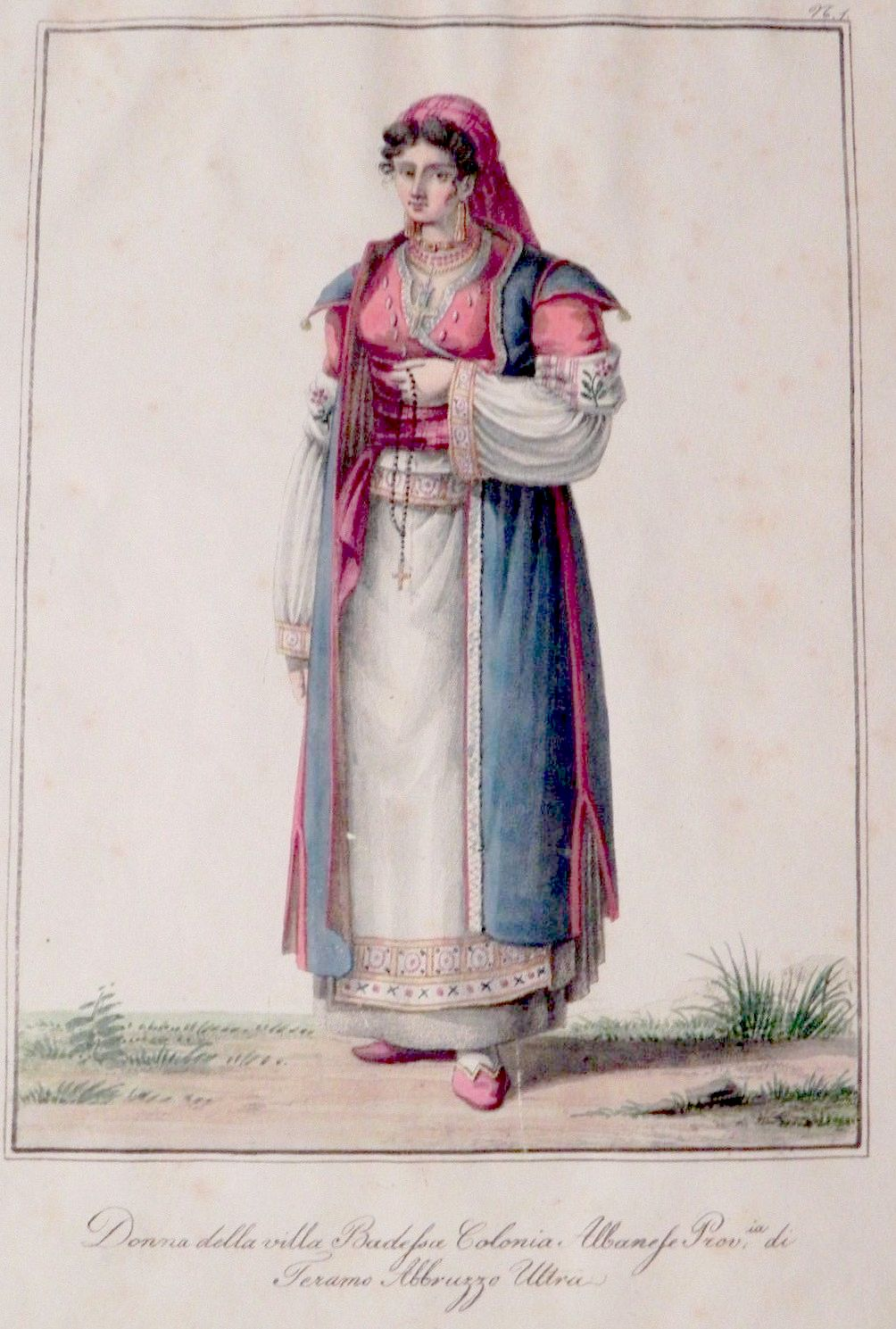
Disegno di una donna albanese di Villa Badessa intorno al 1840

### Antefatti
Villa Badessa, una piccola comunità albanese in Abruzzo, costituitasi nel XVIII secolo, è molto più legata agli ufficiali e alle reclute del Reggimento Real Macedone che a un'emigrazione a causa dell'oppressione ottomana: secondo il letterato Pasquale Castagna, venticinque reclute del capitano del Reggimento Real Macedone, Costantino Blasi (anche Vlasi o Wlasj) rinunciarono al loro premio (stipendio) chiedendo in cambio a re Carlo di Borbone il ricovero dei loro famigliari albanesi nel Regno di Napoli. Il Re accettò e fece stanziare 3.000 ducati d'oro per sostenere le spese di viaggio dall'Albania nel Regno di Napoli.
Secondo Don Lino Bellizzi i parenti dei soldati provenivano dai paesi albanesi Piqeras, Lukovë, Klikursi, Shën Vasil e Nivica-Bubar. Queste famiglie erano però esitanti a lasciare i loro luoghi natii, tuttavia in seguito a contrasti con gruppi di mussulmani, gli abitanti di Piqeras decisero di abbandonare il loro villaggio, accompagnati dal loro papas Macario Nikàs (Nica) e dal diacono Demetrio Atanasio. Un piccolo gruppo si fermò nel vicino paese di Lukovë, a circa 6 km da Piqeras, mentre gli altri proseguirono il viaggio via mare raggiungendo Corfù.

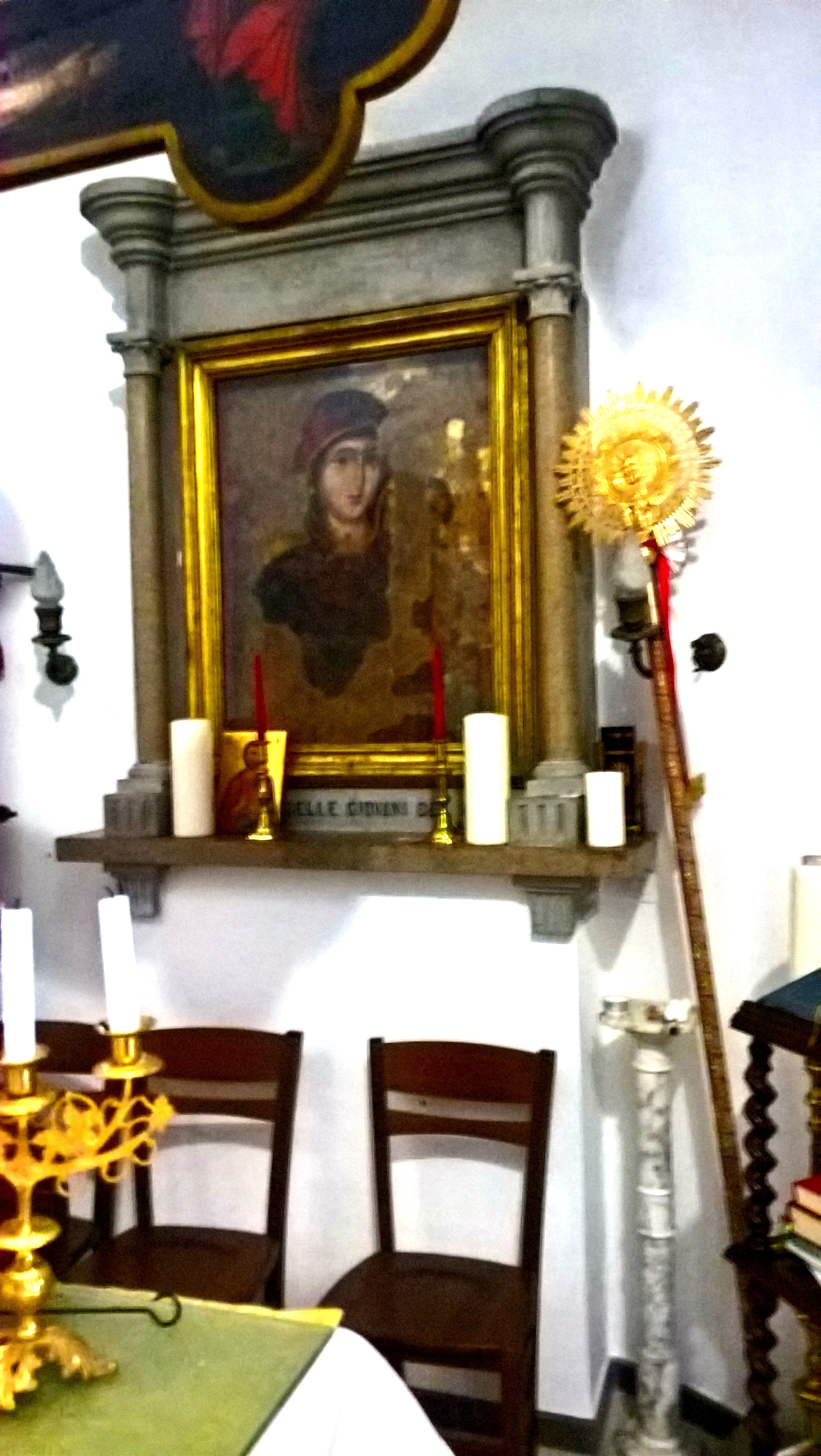
L'icona dell'Odigitria nel bema della chiesa Santa Maria Assunta, XV secolo

Secondo lo scrittore greco K.Ch. Vamvas, questi proseguirono quindi verso Fanò dove si sarebbero dovuti imbarcare per Brindisi. Secondo la tradizione alcuni emigranti avrebbero fatto ritorno a Piqeras per recuperare dalla chiesa del monastero Kremesove l'icona dell'Odigitria, in seguito restaurata più volte e oggi custodita nella chiesa di Santa Maria Assunta di Villa Badessa.
Giunti a Brindisi il 4 marzo del 1743, vennero registrati dalle autorità napoletane e furono sottoposti a una quarantena al fine scongiurare rischi di eventuali diffusioni epidemiche di peste, che già stava colpendo Sicilia e Calabria dal marzo di quell’anno.
In quei mesi avrebbe provveduto ai loro bisogni il colonnello don Giulio Cayafa, “castellano dei Regij Castelli di mare e di terra di Brindisi“: egli si sarebbe fatto carico del mantenimento del consistente nucleo di persone acquistando pane, vino e quant'altro necessario alla loro sopravvivenza. Le somme anticipate dal castellano furono reintegrate da Giovanni Garofano Buonocore, regio percettore della Terra d'Otranto, al quale la corte provvide, a sua volta, a rimborsare parte del denaro tra il novembre ’43 ed il successivo aprile.
Il 12 ottobre del 1743, Josè Joaquìn de Montealegre, duca di Salas e secondo segretario di Stato di re Carlo di Borbone, comunicò a don Antonio Castiglione, marchese e tutore dei beni allodiali della famiglia Farnese a Penne, che “avendo il Re determinato di collocare le 17 famiglie nel tenimento di Bacucco dipendente dal feudo di Penne”, lo incaricò di dare alle famiglie che si trovavano già a Brindisi “j soccorsi necessarij per il loro stabilimento, l'alloggiamento fintanto siano costruite le baracche, dove dovranno abitare”.
Le famiglie nel frattempo cercarono di insediarsi in Puglia, tuttavia la poca disponibilità di acqua fece riconsiderare la scelta iniziale di stanziarsi nel luogo, e vennero quindi scortate a spese della corona da Demetrio di Micheli, aiutante maggiore del Reggimento Real Macedone, e i capitani Costantino Blasi e Giovanni Pali in Abruzzo dove arrivarono dopo 16 giorni di viaggio, il martedì 12 novembre, fermandosi nei pressi di Pianella.  Le famiglie vennero sistemate in due case di proprietà della famiglia Farnese non distanti una dall'altra nei pressi della chiesa di Sant'Antonio Abate.
Il marchese Castiglione emanò gli ordini opportuni, redigendo anche un “Libro giornale in cui vennero registrate le spese accorse per la colonia albanese”. Fino all’ottobre 1744 sarebbe stata inoltre periodicamente versata ai diciotto capifamiglia la somma di grana 41 e 2/3 a persona per “viveri giornalieri ed utensili necessarij”.

### La fondazione di Villa Badessa

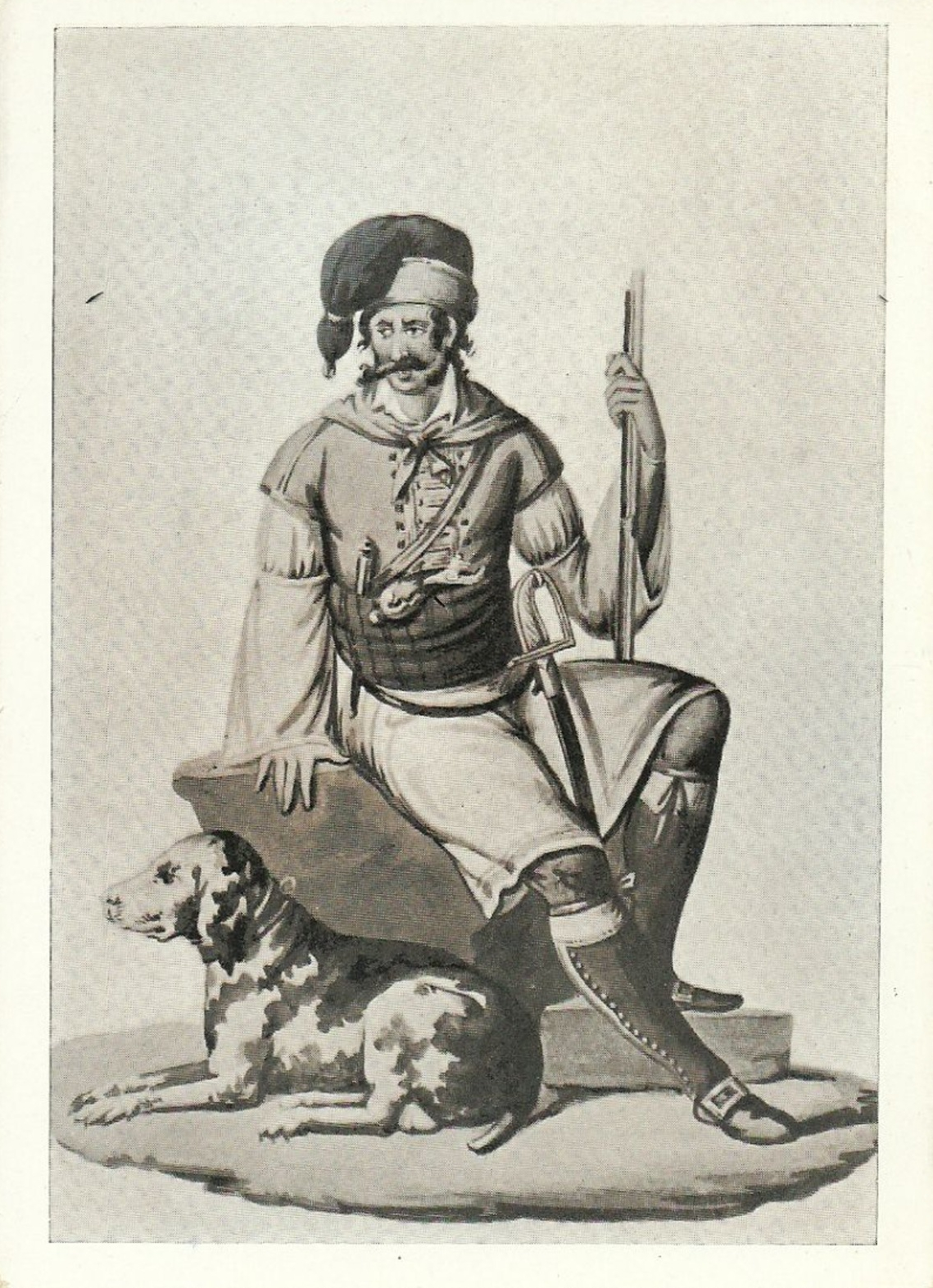
Un badessano in uniforme del battaglione Real Macedone, acquarello di Michela de Vito, 1820

A spese della corona, le famiglie, scortate da Don Demetrio Gicca Micheli, aiutante maggiore del Reggimento Real Macedone, insieme ai capitani Blasi e Pali del suddetto reggimento, arrivarono a Pianella il 12 novembre del 1743, dove vennero sistemate nel palazzo Farnese di fronte alla chiesa matrice di Sant'Antonio Abate. Ma gli abitanti di Pianella avevano tentato di levarseli di torno al più presto ma, stando alle comunicazioni tra la Segreteria di Stato e i referenti sul territorio, ai greco-albanesi non piacque l'area di Bacucco Pare, però che gli abitanti di Bacucco non erano d’accordo a farsi sottrarre le poche terre coltivabili del loro territorio per condividerle con le famiglie albanesi.
A questo punto il marchese Castiglione, i capifamiglia e gli ufficiali del Reggimento Macedone che avevano scortato il gruppo fino in Abruzzo, visitarono più di una località scartando, dopo la stessa Bacucco, anche Acquadosso, Santa Maria del Poggio e Rocca; tutte rifiutate perché non ritenute fruttifere, o per "suggerimento" degli abitanti dei luoghi che non volevano condividere i loro feudi reali con i nuovi arrivati. Sembra che non si trovavano terreni graditi agli albanesi.
Gli abitanti di Pianella si opposero con decisione all’ingresso dei albanesi sui feudi rustici contigui alla loro università, presentando le proprie ragioni al sovrano ed erede dei beni di Casa Farnese. I Pianellesi temevano di venir privati delle quote a vantaggio dei albanesi. Il re, tuttavia, non volle sentire ragioni, e nella replica ai cittadini di Pianella tagliò corto, affermando che come i precedenti enfiteuti ed affittuari avevano potuto dar le terre a coloni, “così con maggior giustizia deve credersi che possa farlo il Re, nostro Signore, come padrone diretto e dispotico di detti territori col destinare alla coltura di questi le suddette famiglie di albanesi che indifferentemente considera come tutti gli altri suoi sudditi”. Con queste parole, il re espropriò i terreni per le famiglie albanesi. D’altro canto, il sovrano tranquillizzava i Pianellesi che ai albanesi “saranno date le terre in riposo, che i Pianellesi non utilizzano”. Inoltre, il re avrebbe concesso ai Pianellesi “la facoltà di poter pascolare sui suoi terreni, che prima non godevano, ed inoltre quella di poter usufruire delle acque del fiume Nora che bagnano i terreni in questione.”
Sulle acque del torrente Nora insistevano alcuni mulini che spesso venivano concessi agli abitanti delle zone vicine.
Da una documentazione risulta che dal 24 aprile 1703 le terre di Badessa fossero godute in affitto da tale Blasio Taddei, di Pianella, conosciuto con il soprannome “Abbadessa”; quelle di Piano di Coccia, invece, dal 1740 erano tenute in enfiteusi da tale Domenico Sabucchi. Sia l’uno, sia l’altro, avevano a loro volta ripartito il territorio fra diversi coloni di Pianella, dai quali percepivano un canone.
Dall’altra parte, Montealegre invitò Castiglione a persuader i albanesi a cedere all’ultima proposta anche perché sembrava “… improprio il trattenersi agli discorsi ed insinuazioni di persone le quali forse hanno interesse in che non si stabiliscano in quei luoghi …” Anche la pazienza reale aveva un limite, cosicché era il caso d’informare i albanesi di “… quanto possa dispiacere il loro procedere a Sua Maestà, la quale poi potrebbe ritirare le tante grazie, che si degna dispensar loro …”.
Carlo di Borbone,  in sostanza, impose la sua volontà a quelli di Pianella, decretando la colonizzazione intensiva di Piano di Coccia e Badessa da parte delle famiglie albanesi. Ma nelle parole del sovrano si scorge invero un progetto più vasto: i coloni avrebbero dovuto formare una nuova università, distinta da quella di Pianella. Secondo il sovrano di Napoli, l’operazione avrebbe accontentato tutti.
Da un censimento fatto il 13 novembre del 1743 (un giorno dopo l'arrivo delle famiglie a Pianella) si evince che la scelta dei terreni da destinare alla colonia cadde sul tenimento di Pianella e specificamente sulle località note come Abbadessa (Badessa o Badesha) e Piano di Coccia separate fisicamente dal fiume Nora. Piano di Coccia e Abbadessa costituivano insieme una proprietà allodiale di Casa Farnese contigua all’università di Pianella, “[...] un’estensione di terra in Abruzzo ulteriore, che appellavasi Abbadessa, e ch’era stata venduta da Giovanni Tedesco alla casa Farnese, ed era venuta in proprietà di esso Carlo [di Borbone] per la morte di Elisabetta sua madre, il tutto rilevandosi partitamente dall’archivio allodiale del Re. [...]”
Le famiglie erano 18 anziché 17 come si evince dalla lettera del Montealegre al Castiglione con data del 15 ottobre del 1743 con 73 persone (27 uomini, 28 donne, 18 bambini) con i seguenti capifamiglia: Giovanni Duca (anni 23), Demetrio Atanasio (diacono) (30), Giovanni Spiro (18), Dimo Lessi (40), Dimo Andrea (60), Spiro Andrea (45), Ghi Vranà (60), Dimo Giocca (28), Gini Vrana (35), Giocca Gicca Zupa (25), Martin Lessi (35), Michel Spiro (18), Dimo Varfi (50), Giocca Gicca Guma (35), Atanasio Dima (38), Michel Gini Atanasio (30), Michel Gini Gicca (30) e papas Macario Nica (26). (Mancano all'appello i fratelli De Martino che avevano preso dalla chiesa del monastero Kremesove l'icona dell'Odigitria.)

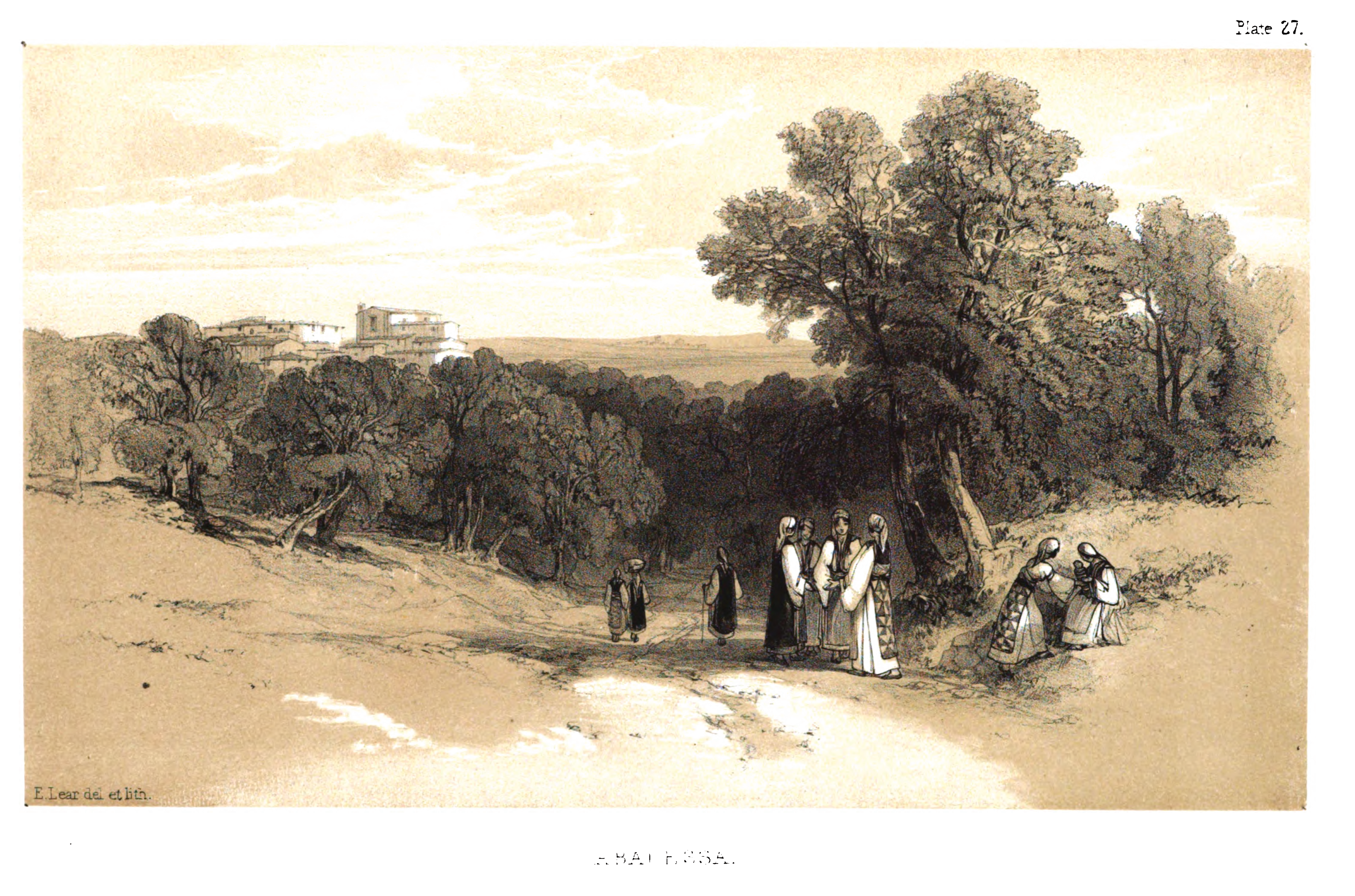
Villa Badessa, litografia di Edward Lear, 1843

Finalmente il 4 marzo 1744 venne stipulato l’atto formale di concessione delle terre ai greco-albanesi che “si trovavano già in questa terra [di Pianella] e collocate nel palazzo della serenissima Casa Farnese sin tanto che avranno fabbricato in detti territori le loro abitazioni e non altrimenti.” Il rogito notarile fu redatto a Pianella dal notaio Saverio Fonso di Ortona a Mare, in casa di don Carlo de Felici, davanti ai testimoni Avenerio Pantaleone, Domenico Cipriani e Giuseppe Bernabeo e in presenza dell’Auditore Conte Don Francesco Taddei e del Tesoriere Marchese Castiglione. Nel documento si legge come Carlo di Borbone si fosse degnato “di benignamente accogliere sotto il suo regale dominio diciotto Famiglie Albanesi venute in questo Regno nell'anno 1743, con somministrar loro li soccorsi necessari per il totale stabilimento delle medesime nelli due tenimenti detti Badessa e del Piano di Coccia [...] esistenti li medesimi nel distretto di questa terra di Pianella, e spettante alla maestà sua, come beni della gloriosa serenissima Casa Farnese, trovandosi il primo, cioè quello della Badessa querciato, vignato, olivato, e con casa rustica [...] ed il secondo, cioè quello del Piano di Coccia alborato di quercie, e con casa rustica.” L'introduzione del documento conferma che i due tenimenti di Badessa e Piano di Coccia fossero latifondi rustici disabitati, nel senso che in essi non esistevano insediamenti urbani, ma soltanto una casa rustica in ciascuno dei due.
Oltre all’assegnazione (donazione gratuita) di complessivi tomoli 793 di terreno (circa 320 ettari) il Sovrano si impegnò a fornire alle famiglie tutto il necessario alla messa a coltura delle terre, cominciando dagli animali e dagli attrezzi agricoli, concedendo inoltre l’esenzione per 20 anni da ogni peso e censo dovuto di regola alla Casa Reale da ogni suddito.
Più volte viene precisato che oggetto della concessione colonica non erano gli interi territori dei latifondi (come avevano chiesto i greco-albanesi), ma le sole porzioni “reputate bastevoli per il loro travaglio e che da ora dette famiglie albanesi si applicano alla coltura de terreni de suddetti territori, che ritrovansi in riposo e senza semina, per proseguire doppo la raccolta di quest’anno, da farsi dall’enfiteuta, ed affittuario rispettivo delli medesimi territori, il dippiù del loro travaglio.” Queste porzioni sarebbero state individuate e quotizzate da periti come idonee a garantire il sostentamento degli appartenenti alle 18 famiglie. Il sovrano si riservò di concedere, eventualmente, altre terre ad altri coloni albanesi che fossero sopravvenuti, ovvero di assegnarle a persone diverse. In questo modo, venne chiarito che, al di fuori delle porzioni che i greco-albanesi fossero riusciti a coltivare, tutto sarebbe rimasto nel pieno dominio del sovrano, proprietario concedente.

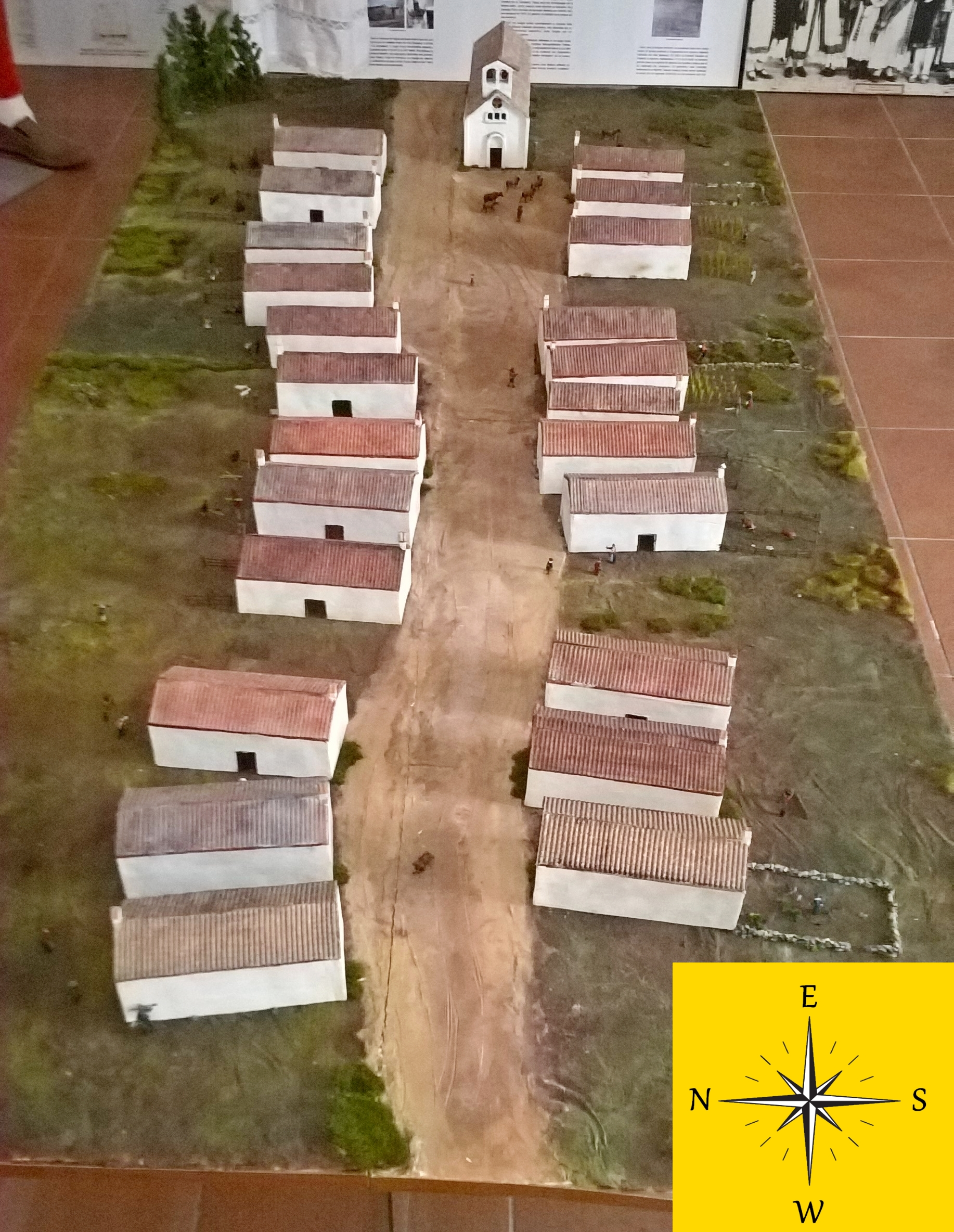
Ricostruzione di Villa Badessa nel 1759

Fatta una perlustrazione sul luogo, i capifamiglia albanesi designarono il luogo detto il Morrecino, in piano di Monticello, nella Badessa, come quello in cui avrebbero eretto le loro abitazioni che erano simili a quelle dell'Epiro con tetti ben visibili da tutte le alture e vallate circostanti. Furono erette due file di case ai lati della strada principale, che tutt'oggi si possono constatare in Via Italia. Le abitazioni originarie formavano casette rettangolari prolungate, mono-famigliari, soltanto il pianterreno, eccetto poche di proprietà dei notabili locali che avevano, oltre al pianterreno, anche il primo piano. Ciascuna abitazione aveva sul fronte strada una porta e due finestre. Il tetto, a due spioventi poco inclinati, coperto da un impasto argilloso di paglia e pula depositato sopra stecche di legno di quercia, canne e paglia, su cui si allineavano le tegole (qjaramìdet). Un tozzo comignolo all'estremità completava la casetta, cui veniva annesso un piccolo appezzamento di terreno come cortile-orticello. Nei tempi passati le pietre del fiume Nora e mattoni formavano le mura perimetrali della colonia.
Nel 1748 arrivarono dall'Albania cinque nuove famiglie per un totale di 23 persone. I capifamiglia erano: Dimo Pali (anche: Palli), Gicca Pali, Giocca Pali, Gicca Pali Micheli e Gicca Atanasio. A questo punto il re incaricò il marchese Castiglione di unirle alle 18 famiglie già stabilite nella Badessa e Piano di Coccia, cosicché a questo punto la colonia era formata da 23 famiglie. Infine, per evitare ogni futuro disturbo e confusione, il 24 ottobre del 1753, il Castiglione fece riassegnare (donazione gratuita) i terreni tra le singole 23 famiglie con l’atto formale a Pianella dal notaio Daniele Buccieri.
All’aprirsi della dominazione napoleonica sul Regno di Napoli, Villa Badessa fu riguardata come università (comune). Secondo il progetto di accorpamenti concepito nel 1806, essa avrebbe dovuto essere riunita a Pianella.  Da studi recenti proposti da Alessandro Morelli, il  Commissario del Re per la Divisione de' Demani Giuseppe de Thomasis contribuì a redigere l'atto il 10 aprile del 1811 a Chieti fra il Comune ed i cittadini di Badessa per la ripartizione delle terre demaniali in base alla legge del 3 dicembre 1806.
I concessionari delle terre furono i seguenti badessani: Maria vedova di Lazzaro, Martino Gione, Costantino Miilio, Cesare Spiro, Giovanni di Lazzaro, Nestore Zuppa, Costantino Spiro, Giorgio Gione Dimia, Diamante Costa, Vincenzo Blasii, Attanasio Costa Duca, Zaccaria Vlasii, Giovanni d’Andrea, Gicca Gione, Domenico Corsi, Michele Gicca Pali, Michele Dima, Costantino Zuppa, Do… di Lazzaro, Spiridione di Martino, Caterina di Giovanni Pali, Domenico Zacco, Giovanni Attanasio, Matteo d'Alesio, Regio Demanio, Giorgio Blasii, Spiridione de Micheli, Contessa Dimia, Attanasio Pali, Silvestro de Micheli, Giovanni Blasj, Attanasio di Silvestro Costa, Lazzaro d’Andrea e Attanasio de Micheli.
Badessa finì sotto Rosciano, insieme a Villa San Giovanni e a Villa Oliveti.

## Lingue e dialetti
Sino al 1983 non più che tre locutori, persone molto anziane, parlavano l'albanese, finché l'ultimo parlante è deceduto negli Stati Uniti. Malgrado il prosciugamento della lingua, l'identità simbolica albanese di Villa Badessa non è spenta. Alcuni progetti delle istituzioni locali, comunale e religiosa, portano avanti oggi l'insegnamento a scuola della lingua e della cultura albanese, cercando un recupero delle sopravvivenze lessicali e della cultura materiale locale ancora recuperabili, facendo leva e aiutandosi con la lingua albanese moderna "standard" parlata in Albania.

## Religione

### Rito bizantino
Villa Badessa è legata spiritualmente alla religione cristiana di rito orientale, ne è testimonianza la patrona Maria Odigitria (Shën Mëria e Odhijitries), a cui sono tradizionalmente devoti gli albanesi d'Italia. La chiesa di Villa Badessa, intitolata a Santa Maria Theotokos ("Madre di Dio"), è parte integrante dell'Eparchia di Lungro degli Albanesi dell'Italia continentale, in cui si celebrano le funzioni con rito bizantino del Tipicòn di Costantinopoli, pur avendo accolto alcune innovazioni del Concilio Vaticano II. L'istituzione di questa parrocchia, nel 1744, fu il primo atto pubblico dell'insediamento della colonia albanese in Abruzzo. La chiesa è abbellita da icone, affreschi e mosaici secondo i canoni bizantini più antichi. Vengono conservate, oltre la splendida iconostasi, le numerose e preziose icone, tra cui spicca quella di San Spiridione risalente al XVIII secolo, l'Odigitria e la Koimesis (Dormizione della Vergine). Caratteristica è la distribuzione del pane benedetto (buka e bekuam), delle uova pasquali (vet pashkje) e del grano bollito (gruret) che avviene subito dopo la funzione religiosa del Christos Anesti (Krishti u Ngjall), per Pasqua.
Leggenda vuole che i profughi albanesi, nel trasportare la loro preziosa icona della Madonna Odigitria (dal greco “Colei che indica la Via, la direzione”), furono rallentati dalla sua pesantezza fino a che non divenne così pesante da non poter essere più spostata oltre e rimasero bloccati proprio nel luogo dove ora sorge il paese. Così nacque Villa Badessa.

## Società

### Associazioni e enti culturali
- Associazione Culturale “Villa Badessa - Shoqata Kulturore “BADHESA”[26].

### Cucina
La cucina albanese di Villa Badessa presenta un piatto tipico, il tepsi. Si tratta di una rivisitazione del byrek albanese (una sorta di millefoglie salata, farcita con formaggio, carne macinata, spinaci, o altra verdura, e ricotta), ma a differenza di questa, il tepsi (farcito con spinaci, cipolle e pinoli) viene cucinato senza carne macinata.